# 1423 Хосе
1423 Хосе (1423 Jose) — астероїд головного поясу, відкритий 28 серпня 1936 року.
Тіссеранів параметр щодо Юпітера — 3,295.